# Première circonscription de la Haute-Vienne
La première circonscription de la Haute-Vienne est l'une des 3 circonscriptions législatives françaises que compte le département de la Haute-Vienne (87) situé en région Nouvelle-Aquitaine.

## Description géographique et démographique

### De 1958 à 1986
La première circonscription de la Haute-Vienne était composée de :
- Canton de Châteauneuf-la-Forêt
- Canton d'Eymoutiers
- Canton de Limoges-Nord
- Canton de Limoges-Sud
- Canton de Saint-Léonard-de-Noblat

Source : Journal Officiel du 14-15 Octobre 1958.

### De 1986 à 2012
La première circonscription de la Haute-Vienne est délimitée par le découpage électoral de la loi n°86-1197 du 24 novembre 1986
, elle regroupe les divisions administratives suivantes : 
- Canton de Limoges-Beaupuy
- Canton de Limoges-Carnot
- Canton de Limoges-Centre
- Canton de Limoges-Cité
- Canton de Limoges-Condat
- Canton de Limoges-Couzeix
- Canton de Limoges-Émailleurs
- Canton de Limoges-Puy-las-Rodas

La première circonscription de la Haute-Vienne est située au centre du département, et inclut une grande partie de la ville de Limoges, ainsi que les communes voisines de Couzeix, Condat-sur-Vienne, Le Vigen et Solignac.
D'après le recensement général de la population en 1999, réalisé par l'Institut national de la statistique et des études économiques (INSEE), la population totale de cette circonscription est estimée à 83568 habitants,.

### Depuis 2012
Depuis l'ordonnance n° 2009-935 du 29 juillet 2009, ratifiée par le Parlement français le 21 janvier 2010, la circonscription réunit 
- l'ensemble de l'ancienne quatrième circonscription : cantons d'Ambazac, Châteauneuf-la-Forêt, Eymoutiers, Limoges-La Bastide, Limoges-Grand-Treuil, Limoges-Le Palais, Limoges-Panazol, Limoges-Vigenal, Saint-Léonard-de-Noblat
- ainsi que trois cantons de l'ancienne première circonscription : cantons de Limoges-Carnot, Limoges-Centre, Limoges-Cité.

## Historique des députations
| Législature | Début de mandat | Fin de mandat  | Député                   | Parti politique | Observations |
| ----------- | --------------- | -------------- | ------------------------ | --------------- | --- |
| IXe         | 23 juin 1988    | 1er avril 1993 | Robert Savy              | PS              | Président du Conseil régional du Limousin                                                                                            |
| Xe          | 2 avril 1993    | 21 avril 1997  | Alain Marsaud,           | RPR,            | Conseiller général du canton de Limoges-Centre Mandat écourté à la suite d'une dissolution parlementaire décidée par Jacques Chirac. |
| XIe         | 12 juin 1997    | 18 juin 2002   | Claude Lanfranca,        | PS,             | |
| XIIe        | 19 juin 2002    | 19 juin 2007   | Alain Marsaud,           | UMP,            | Conseiller général du canton de Limoges-Centre                                                                                       |
| XIIIe       | 20 juin 2007    | 19 juin 2012   | Monique Boulestin        | PS              | Première adjointe au Maire de Limoges                                                                                                |
| XIVe        | 20 juin 2012    | 20 juin 2017   | Alain Rodet              | PS              | Maire de Limoges |
| XVe         | 21 juin 2017    | 21 juin 2022   | Sophie Beaudouin-Hubière | LREM            | |
| XVIe        | 22 juin 2022    | 9 juin 2024    | Damien Maudet            | LFI (NUPES)     | Mandat écourté à la suite d'une dissolution parlementaire décidée par Emmanuel Macron.                                               |

## Historique des élections

### Élections de 1958
|                | René Regaudie élu | SFIO           | 36 707 | 66,03  |  |  |  |
|                | Alphonse Denis    | PCF            | 18 888 | 33,97  |  |  |  |
|                |                   |                |        |        |  |  |  |
| Inscrits       | Inscrits          | Inscrits       | 79 488 | 100,00 |  |  |  |
| Abstentions    | Abstentions       | Abstentions    | 20 060 | 25,24  |  |  |  |
| Votants        | Votants           | Votants        | 59 428 | 74,76  |  |  |  |
| Blancs et nuls | Blancs et nuls    | Blancs et nuls | 3 833  | 6,45   |  |  |  |
| Exprimés       | Exprimés          | Exprimés       | 55 595 | 93,55  |  |  |  |

Le suppléant de René Regaudie était Gustave Philippon, avocat, Vice-Président du Conseil général, conseiller général du canton de Limoges-Est, premier adjoint au maire de Limoges.

### Élections de 1962
| Candidat       | Candidat                    | Parti          | Premier tour | Premier tour | Second tour | Second tour |  |
| Candidat       | Candidat                    | Parti          | Voix         | %            | Voix        | %           |  |
| -------------- | --------------------------- | -------------- | ------------ | ------------ | ----------- | ----------- |  |
|                | René Regaudie sortant réélu | SFIO           | 16 727       | 34,87        | 28 177      | 60,25       |  |
|                | Alphonse Denis              | PCF            | 15 386       | 32,07        | Retrait     | Retrait     |  |
|                | M. Kresser                  | UNR-UDT        | 12 158       | 25,35        | 18 593      | 39,75       |  |
|                | Louis Varnoux               | MRP            | 3 699        | 7,71         | Retrait     | Retrait     |  |
|                |                             |                |              |              |             |             |  |
| Inscrits       | Inscrits                    | Inscrits       | 78 441       | 100,00       | 78 483      | 100,00      |  |
| Abstentions    | Abstentions                 | Abstentions    | 28 842       | 36,77        | 27 486      | 35,02       |  |
| Votants        | Votants                     | Votants        | 49 599       | 63,23        | 50 997      | 64,98       |  |
| Blancs et nuls | Blancs et nuls              | Blancs et nuls | 1 629        | 3,28         | 4 227       | 8,29        |  |
| Exprimés       | Exprimés                    | Exprimés       | 47 970       | 96,72        | 46 770      | 91,71       |  |

Le suppléant de René Regaudie était le Docteur Henri Pouret, adjoint au maire de Limoges.

### Élections de 1967
| Candidat       | Candidat                    | Parti                     | Premier tour | Premier tour | Second tour | Second tour |  |
| Candidat       | Candidat                    | Parti                     | Voix         | %            | Voix        | %           |  |
| -------------- | --------------------------- | ------------------------- | ------------ | ------------ | ----------- | ----------- |  |
|                | René Regaudie sortant réélu | FGDS (SFIO)               | 21 879       | 34,91        | 39 144      | 63,93       |  |
|                | Hélène Constans             | PCF                       | 19 999       | 31,91        | Retrait     | Retrait     |  |
|                | Louis Limoujoux             | UD-Ve                     | 18 639       | 29,74        | 22 090      | 36,07       |  |
|                | Claude Draillard            | Divers droite (Gaulliste) | 2 160        | 3,45         |             |             |  |
|                |                             |                           |              |              |             |             |  |
| Inscrits       | Inscrits                    | Inscrits                  | 79 697       | 100,00       | 79 698      | 100,00      |  |
| Abstentions    | Abstentions                 | Abstentions               | 15 112       | 18,96        | 16 072      | 20,17       |  |
| Votants        | Votants                     | Votants                   | 64 585       | 81,04        | 63 626      | 79,83       |  |
| Blancs et nuls | Blancs et nuls              | Blancs et nuls            | 1 908        | 2,95         | 2 392       | 3,76        |  |
| Exprimés       | Exprimés                    | Exprimés                  | 62 677       | 97,05        | 61 234      | 96,24       |  |

Le suppléant de René Regaudie était Robert Lecomte, commerçant à Limoges.

### Élections de 1968
| Candidat       | Candidat                    | Parti          | Premier tour | Premier tour | Second tour | Second tour |  |
| Candidat       | Candidat                    | Parti          | Voix         | %            | Voix        | %           |  |
| -------------- | --------------------------- | -------------- | ------------ | ------------ | ----------- | ----------- |  |
|                | Louis Limoujoux             | UDR (URP)      | 22 817       | 37,5         | 24 942      | 42,71       |  |
|                | René Regaudie sortant réélu | FGDS (SFIO)    | 18 639       | 30,64        | 33 452      | 57,29       |  |
|                | Hélène Constans             | PCF            | 17 377       | 28,56        | Retrait     | Retrait     |  |
|                | André Buisson               | PSU            | 2 009        | 3,30         |             |             |  |
|                |                             |                |              |              |             |             |  |
| Inscrits       | Inscrits                    | Inscrits       | 79 192       | 100,00       | 79 207      | 100,00      |  |
| Abstentions    | Abstentions                 | Abstentions    | 17 047       | 21,53        | 19 367      | 24,45       |  |
| Votants        | Votants                     | Votants        | 62 145       | 78,47        | 59 840      | 75,55       |  |
| Blancs et nuls | Blancs et nuls              | Blancs et nuls | 1 303        | 2,1          | 1 446       | 2,42        |  |
| Exprimés       | Exprimés                    | Exprimés       | 60 842       | 97,9         | 58 394      | 97,58       |  |

Le suppléant de René Regaudie était Robert Lecomte.

### Élections de 1973
| Candidat       | Candidat             | Parti                | Premier tour | Premier tour | Second tour | Second tour |  |
| Candidat       | Candidat             | Parti                | Voix         | %            | Voix        | %           |  |
| -------------- | -------------------- | -------------------- | ------------ | ------------ | ----------- | ----------- |  |
|                | Hélène Constans élue | PCF                  | 19 424       | 32,17        | 33 605      | 55,9        |  |
|                | Georges Sarre        | PS (UGSD)            | 16 719       | 27,69        | Retrait     | Retrait     |  |
|                | Alain Serieyx        | UDR (URP)            | 15 248       | 25,26        | 26 506      | 44,1        |  |
|                | Guy Charrière        | MR                   | 6 815        | 11,29        |             |             |  |
|                | Bernard Thierry      | LO                   | 1 512        | 2,5          |             |             |  |
|                | Pierre Levasseur     | Extrême gauche (OCR) | 654          | 1,08         |             |             |  |
|                |                      |                      |              |              |             |             |  |
| Inscrits       | Inscrits             | Inscrits             | 77 205       | 100,00       | 77 206      | 100,00      |  |
| Abstentions    | Abstentions          | Abstentions          | 14 893       | 19,29        | 13 449      | 17,42       |  |
| Votants        | Votants              | Votants              | 62 312       | 80,71        | 63 757      | 82,58       |  |
| Blancs et nuls | Blancs et nuls       | Blancs et nuls       | 1 940        | 3,11         | 3 646       | 5,72        |  |
| Exprimés       | Exprimés             | Exprimés             | 60 372       | 96,89        | 60 111      | 94,28       |  |

Le suppléant d'Hélène Constans était André Ribière, moniteur à la Direction de l'enseignement des PTT.

### Élections de 1978
| Candidat       | Candidat                        | Parti          | Premier tour | Premier tour | Second tour | Second tour |  |
| Candidat       | Candidat                        | Parti          | Voix         | %            | Voix        | %           |  |
| -------------- | ------------------------------- | -------------- | ------------ | ------------ | ----------- | ----------- |  |
|                | Hélène Constans sortante réélue | PCF            | 23 584       | 34,17        | 39 433      | 58,11       |  |
|                | Alain Rodet                     | PS             | 19 154       | 27,75        | Retrait     | Retrait     |  |
|                | Pierre Baillot d'Estivaux       | RPR            | 12 886       | 18,67        | 28 424      | 41,89       |  |
|                | Jean-Pierre Garnerie            | UDF            | 9 155        | 13,26        |             |             |  |
|                | Michel Sinibaldi                | PSU (FA)       | 2 228        | 3,23         |             |             |  |
|                | Jean Malavaud                   | LO             | 1 208        | 1,75         |             |             |  |
|                | Louis Monguilan                 | UGP            | 590          | 0,85         |             |             |  |
|                | Jean-Philippe Pénicaud          | Extrême droite | 217          | 0,31         |             |             |  |
|                |                                 |                |              |              |             |             |  |
| Inscrits       | Inscrits                        | Inscrits       | 83 516       | 100,00       | 83 515      | 100,00      |  |
| Abstentions    | Abstentions                     | Abstentions    | 12 573       | 15,05        | 12 100      | 14,49       |  |
| Votants        | Votants                         | Votants        | 70 943       | 84,95        | 71 415      | 85,51       |  |
| Blancs et nuls | Blancs et nuls                  | Blancs et nuls | 1 921        | 2,71         | 3 558       | 4,98        |  |
| Exprimés       | Exprimés                        | Exprimés       | 69 022       | 97,29        | 67 857      | 95,02       |  |

Le suppléant d'Hélène Constans était André Ribière.

### Élections de 1981
| Candidat       | Candidat                 | Parti          | Premier tour | Premier tour | Second tour | Second tour |  |
| Candidat       | Candidat                 | Parti          | Voix         | %            | Voix        | %           |  |
| -------------- | ------------------------ | -------------- | ------------ | ------------ | ----------- | ----------- |  |
|                | Alain Rodet élu          | PS             | 23 803       | 40,17        | 38 967      | 100,00      |  |
|                | Hélène Constans sortante | PCF            | 18 841       | 31,79        | Retrait     | Retrait     |  |
|                | Claude Granet            | RPR            | 10 212       | 17,23        |             |             |  |
|                | Lucienne Carmouze        | UDF (Rad)      | 5 255        | 8,87         |             |             |  |
|                | Angelo Campaner          | PSU            | 608          | 1,03         |             |             |  |
|                | Catherine Dumon          | LO             | 538          | 0,91         |             |             |  |
|                | P. Paju                  | CCA            | 2            | 0,00         |             |             |  |
|                |                          |                |              |              |             |             |  |
| Inscrits       | Inscrits                 | Inscrits       | 83 342       | 100,00       | 83 341      | 100,00      |  |
| Abstentions    | Abstentions              | Abstentions    | 22 872       | 27,44        | 31 105      | 37,32       |  |
| Votants        | Votants                  | Votants        | 60 470       | 72,56        | 52 236      | 62,68       |  |
| Blancs et nuls | Blancs et nuls           | Blancs et nuls | 1 211        | 2            | 13 269      | 25,4        |  |
| Exprimés       | Exprimés                 | Exprimés       | 59 259       | 98           | 38 967      | 74,6        |  |

Le suppléant d'Alain Rodet était Claude Andrieu, professeur, maire de Saint-Léonard-de-Noblat.

### Élections de 1988
| Candidat       | Candidat               | Parti          | Premier tour | Premier tour | Second tour | Second tour |  |
| Candidat       | Candidat               | Parti          | Voix         | %            | Voix        | %           |  |
| -------------- | ---------------------- | -------------- | ------------ | ------------ | ----------- | ----------- |  |
|                | Robert Savy élu        | PS             | 15 406       | 43,29        | 20 027      | 52,78       |  |
|                | Michel Bernard sortant | RPR (URC)      | 14 375       | 40,39        | 17 915      | 47,22       |  |
|                | Claude Toulet          | PCF            | 3 558        | 10           |             |             |  |
|                | Antoine Orabona        | FN             | 2 250        | 6,32         |             |             |  |
|                |                        |                |              |              |             |             |  |
| Inscrits       | Inscrits               | Inscrits       | 53 814       | 100,00       | 53 814      | 100,00      |  |
| Abstentions    | Abstentions            | Abstentions    | 17 197       | 31,96        | 14 526      | 26,99       |  |
| Votants        | Votants                | Votants        | 36 617       | 68,04        | 39 288      | 73,01       |  |
| Blancs et nuls | Blancs et nuls         | Blancs et nuls | 1 028        | 2,81         | 1 346       | 3,43        |  |
| Exprimés       | Exprimés               | Exprimés       | 35 589       | 97,19        | 37 942      | 96,57       |  |

Le suppléant de Robert Savy était Gilbert Chapeaublanc, conseiller général du canton de Limoges-Condat.

### Élections de 1993
| Candidat       | Candidat            | Parti          | Premier tour | Premier tour | Second tour | Second tour |  |
| Candidat       | Candidat            | Parti          | Voix         | %            | Voix        | %           |  |
| -------------- | ------------------- | -------------- | ------------ | ------------ | ----------- | ----------- |  |
|                | Alain Marsaud élu   | RPR            | 13 037       | 35,1         | 22 694      | 60,73       |  |
|                | Robert Savy sortant | PS (ADFP)      | 8 308        | 22,37        | 14 677      | 39,27       |  |
|                | Raymond Archer      | UDF (PR)       | 4 718        | 12,7         |             |             |  |
|                | Bernard Devalois    | GÉ (EÉ)        | 3 130        | 8,43         |             |             |  |
|                | Antoine Orabona     | FN             | 2 667        | 7,18         |             |             |  |
|                | Claude Toulet       | PCF            | 2 165        | 5,83         |             |             |  |
|                | Claude Charpentier  | CAP            | 1 666        | 4,49         |             |             |  |
|                | Catherine Dumon     | LO             | 740          | 1,99         |             |             |  |
|                | René Scheyer        | LT-LNÉ         | 711          | 1,91         |             |             |  |
|                |                     |                |              |              |             |             |  |
| Inscrits       | Inscrits            | Inscrits       | 52 950       | 100,00       | 52 951      | 100,00      |  |
| Abstentions    | Abstentions         | Abstentions    | 13 151       | 24,84        | 12 058      | 22,77       |  |
| Votants        | Votants             | Votants        | 39 799       | 75,16        | 40 893      | 77,23       |  |
| Blancs et nuls | Blancs et nuls      | Blancs et nuls | 2 657        | 6,68         | 3 522       | 8,61        |  |
| Exprimés       | Exprimés            | Exprimés       | 37 142       | 93,32        | 37 371      | 91,39       |  |

Le suppléant d'Alain Marsaud était Jean-Marie Brachet, consultant, de Limoges.

### Élections de 1997
| Candidat       | Candidat              | Parti             | Premier tour | Premier tour | Second tour | Second tour |  |
| Candidat       | Candidat              | Parti             | Voix         | %            | Voix        | %           |  |
| -------------- | --------------------- | ----------------- | ------------ | ------------ | ----------- | ----------- |  |
|                | Alain Marsaud sortant | RPR               | 12 477       | 35,69        | 17 838      | 47,81       |  |
|                | Claude Lanfranca élu  | PS                | 10 163       | 29,07        | 19 473      | 52,19       |  |
|                | Gilbert Chapeaublanc  | MDC (PCF)         | 4 031        | 11,53        |             |             |  |
|                | Antoine Orabona       | FN                | 2 832        | 8,1          |             |             |  |
|                | Aline Biardeaud       | Les Verts         | 1 394        | 3,99         |             |             |  |
|                | Catherine Dumon       | LO                | 1 187        | 3,4          |             |             |  |
|                | Bernard Dufour        | LDI (MPF)         | 918          | 2,63         |             |             |  |
|                | Daniel Clérembaux     | LCR               | 658          | 1,88         |             |             |  |
|                | Jacques Balber        | GÉ                | 488          | 1,4          |             |             |  |
|                | Alain Bertrand        | MÉI               | 392          | 1,12         |             |             |  |
|                | Magali Della Chiesa   | Divers écologiste | 272          | 0,78         |             |             |  |
|                | Edwige Caudie         | Divers droite     | 143          | 0,41         |             |             |  |
|                |                       |                   |              |              |             |             |  |
| Inscrits       | Inscrits              | Inscrits          | 52 523       | 100,00       | 52 523      | 100,00      |  |
| Abstentions    | Abstentions           | Abstentions       | 15 279       | 29,09        | 12 994      | 24,74       |  |
| Votants        | Votants               | Votants           | 37 244       | 70,91        | 39 529      | 75,26       |  |
| Blancs et nuls | Blancs et nuls        | Blancs et nuls    | 2 289        | 6,15         | 2 218       | 5,61        |  |
| Exprimés       | Exprimés              | Exprimés          | 34 955       | 93,85        | 37 311      | 94,39       |  |

Le suppléant de Claude Lanfranca était Pierre Bassard, maire de Solignac.

### Élections de 2002
| Candidat       | Candidat                 | Parti            | Premier tour | Premier tour | Second tour | Second tour |  |
| Candidat       | Candidat                 | Parti            | Voix         | %            | Voix        | %           |  |
| -------------- | ------------------------ | ---------------- | ------------ | ------------ | ----------- | ----------- |  |
|                | Claude Lanfranca sortant | PS               | 11 737       | 32,59        | 16 246      | 48,75       |  |
|                | Alain Marsaud élu        | UMP              | 10 340       | 28,72        | 17 082      | 51,25       |  |
|                | Jean-Marc Gabouty        | UDF              | 6 009        | 16,69        |             |             |  |
|                | Michelle Devert          | FN               | 1 602        | 4,45         |             |             |  |
|                | Claude Toulet            | PCF              | 1 192        | 3,31         |             |             |  |
|                | Laurence Guédet          | Les Verts        | 1 092        | 3,03         |             |             |  |
|                | Daniel Clérembaux        | LCR              | 953          | 2,65         |             |             |  |
|                | Gilbert Chapeaublanc     | Pôle républicain | 937          | 2,6          |             |             |  |
|                | Antoine Orabona          | MNR              | 640          | 1,78         |             |             |  |
|                | Catherine Dumon          | LO               | 468          | 1,3          |             |             |  |
|                | Bernard Gourbaud         | CPNT             | 308          | 0,86         |             |             |  |
|                | Sylvie Piquet            | Cap21            | 295          | 0,82         |             |             |  |
|                | Bernard Dufour           | MPF              | 228          | 0,63         |             |             |  |
|                | Cyril Cognéras           | Régionaliste     | 122          | 0,34         |             |             |  |
|                | Henri Gollion            | GÉ               | 86           | 0,24         |             |             |  |
|                |                          |                  |              |              |             |             |  |
| Inscrits       | Inscrits                 | Inscrits         | 52 167       | 100,00       | 52 166      | 100,00      |  |
| Abstentions    | Abstentions              | Abstentions      | 15 136       | 29,01        | 16 996      | 32,58       |  |
| Votants        | Votants                  | Votants          | 37 031       | 70,99        | 35 170      | 67,42       |  |
| Blancs et nuls | Blancs et nuls           | Blancs et nuls   | 1 022        | 2,76         | 1 842       | 5,24        |  |
| Exprimés       | Exprimés                 | Exprimés         | 36 009       | 97,24        | 33 328      | 94,76       |  |

Le suppléant d'Alain Marsaud était Raymond Archer, conseiller régional du Limousin, conseiller général du canton de Limoges-Émailleurs, enseignant, de Limoges.

### Élections de 2007
| Candidat       | Candidat               | Parti          | Premier tour | Premier tour | Second tour | Second tour |  |
| Candidat       | Candidat               | Parti          | Voix         | %            | Voix        | %           |  |
| -------------- | ---------------------- | -------------- | ------------ | ------------ | ----------- | ----------- |  |
|                | Alain Marsaud sortant  | UMP            | 14 116       | 40,38        | 16 095      | 46,91       |  |
|                | Monique Boulestin élue | PS             | 12 442       | 35,59        | 18 218      | 53,09       |  |
|                | Jean-Jacques Bélezy    | UDF–MoDem      | 2 818        | 8,06         |             |             |  |
|                | Nicolas Berthon        | Les Verts      | 1 269        | 3,63         |             |             |  |
|                | Daniel Clérembaux      | LCR            | 1 244        | 3,56         |             |             |  |
|                | Patrick Charles        | PCF (ADS)      | 1 175        | 3,36         |             |             |  |
|                | Magalie Servant        | FN             | 911          | 2,61         |             |             |  |
|                | Bernard Dufour         | MPF            | 350          | 1            |             |             |  |
|                | Catherine Dumon        | LO             | 287          | 0,82         |             |             |  |
|                | Martine Demaison       | Divers         | 222          | 0,64         |             |             |  |
|                | Yoann Jauberty         | MNR            | 124          | 0,35         |             |             |  |
|                | Mickaël Gursal         | Divers         | 0            | 0            |             |             |  |
|                |                        |                |              |              |             |             |  |
| Inscrits       | Inscrits               | Inscrits       | 54 280       | 100,00       | 54 280      | 100,00      |  |
| Abstentions    | Abstentions            | Abstentions    | 18 500       | 34,08        | 18 783      | 34,6        |  |
| Votants        | Votants                | Votants        | 35 780       | 65,92        | 35 497      | 65,4        |  |
| Blancs et nuls | Blancs et nuls         | Blancs et nuls | 822          | 2,3          | 1 184       | 3,34        |  |
| Exprimés       | Exprimés               | Exprimés       | 34 958       | 97,7         | 34 313      | 96,66       |  |

### Élections de 2012
|                                           | Alain Rodet*             | PS             | 24 747 | 49,31  | 29 937 | 69,04  |  |  |  |  |  |
|                                           | Florence Prévot-Sola     | UMP            | 8 637  | 17,21  | 13 427 | 30,96  |  |  |  |  |  |
|                                           | Nicole Serre             | FN             | 6 496  | 12,94  |        |        |  |  |  |  |  |
|                                           | Claude Toulet            | FG (PCF)       | 5 635  | 11,23  |        |        |  |  |  |  |  |
|                                           | Didier Tescher           | EELV           | 2 030  | 4,05   |        |        |  |  |  |  |  |
|                                           | Nadine Rivet             | Modem          | 1 254  | 2,50   |        |        |  |  |  |  |  |
|                                           | Jean-Louis Ranc          | AEI            | 515    | 1,03   |        |        |  |  |  |  |  |
|                                           | Marie-Bénédicte Foucault | PCD            | 498    | 0,99   |        |        |  |  |  |  |  |
|                                           | Élisabeth Faucon         | LO             | 371    | 0,74   |        |        |  |  |  |  |  |
|                                           |                          |                |        |        |        |        |  |  |  |  |  |
| Inscrits                                  | Inscrits                 | Inscrits       | 84 652 | 100,00 | 84 649 | 100,00 |  |  |  |  |  |
| Abstentions                               | Abstentions              | Abstentions    | 33 293 | 39,33  | 37 722 | 44,56  |  |  |  |  |  |
| Votants                                   | Votants                  | Votants        | 51 359 | 60,67  | 46 927 | 55,44  |  |  |  |  |  |
| Blancs et nuls                            | Blancs et nuls           | Blancs et nuls | 1 176  | 2,29   | 3 563  | 7,59   |  |  |  |  |  |
| Exprimés                                  | Exprimés                 | Exprimés       | 50 183 | 97,71  | 43 364 | 92,41  |  |  |  |  |  |
| * député sortant de la 4e circonscription |                          |                |        |        |        |        |  |  |  |  |  |

### Élections de 2017
|                                                                                 |                                                                               |                           |                           |                          |                          |
|                                                                                 |                                                                               | Premier tour 11 juin 2017 | Premier tour 11 juin 2017 | Second tour 18 juin 2017 | Second tour 18 juin 2017 |
|                                                                                 |                                                                               |                           |                           |                          |                          |
|                                                                                 |                                                                               | Nombre                    | % des inscrits            | Nombre                   | % des inscrits           |
| Inscrits                                                                        | Inscrits                                                                      | 84 726                    | 100,00                    | 84 743                   | 100,00                   |
| Abstentions                                                                     | Abstentions                                                                   | 38 591                    | 45,55                     | 44 273                   | 52,24                    |
| Votants                                                                         | Votants                                                                       | 46 135                    | 54,45                     | 40 470                   | 47,76                    |
|                                                                                 |                                                                               |                           | % des votants             |                          | % des votants            |
| Bulletins blancs                                                                | Bulletins blancs                                                              | 833                       | 1,81                      | 2 553                    | 6,31                     |
| Bulletins nuls                                                                  | Bulletins nuls                                                                | 550                       | 1,19                      | 2 009                    | 4,96                     |
| Suffrages exprimés                                                              | Suffrages exprimés                                                            | 44 752                    | 97,00                     | 35 908                   | 88,73                    |
|                                                                                 |                                                                               |                           |                           |                          |                          |
| Candidat Étiquette politique (partis et alliances)                              | Candidat Étiquette politique (partis et alliances)                            | Voix                      | % des exprimés            | Voix                     | % des exprimés           |
|                                                                                 |                                                                               |                           |                           |                          |                          |
|                                                                                 | Sophie Beaudouin-Hubière La République en marche                              | 16 344                    | 36,52                     | 19 965                   | 55,60                    |
|                                                                                 | Danielle Soury La France insoumise                                            | 7 052                     | 15,76                     | 15 943                   | 44,40                    |
|                                                                                 | Sarah Gentil Les Républicains (Union des démocrates et indépendants)          | 5 915                     | 13,22                     |                          |                          |
|                                                                                 | Laurent Lafaye Parti socialiste                                               | 5 140                     | 11,49                     |                          |                          |
|                                                                                 | Nathalie Gérard Front national                                                | 4 822                     | 10,77                     |                          |                          |
|                                                                                 | Francis Dauliac Parti communiste français (Alternative démocratie socialisme) | 1 600                     | 3,58                      |                          |                          |
|                                                                                 | Jean-Louis Pagès Europe Écologie Les Verts                                    | 1 563                     | 3,49                      |                          |                          |
|                                                                                 | Martin Forst Divers gauche                                                    | 682                       | 1,52                      |                          |                          |
|                                                                                 | Gérard Charollois Écologiste (Mouvement 100 % - Forces du vivant)             | 547                       | 1,22                      |                          |                          |
|                                                                                 | Nandrianina Ramasondrano Debout la France                                     | 480                       | 1,07                      |                          |                          |
|                                                                                 | Élisabeth Faucon Lutte ouvrière                                               | 380                       | 0,85                      |                          |                          |
|                                                                                 | Suraj Sukhdeo Divers (Union populaire républicaine)                           | 227                       | 0,51                      |                          |                          |
| Source : Ministère de l'Intérieur - Première circonscription de la Haute-Vienne |                                                                               |                           |                           |                          |                          |

### Élections de 2022
| Résultats des élections législatives des 12 et 19 juin 2022 de la 1re circonscription de la Haute-Vienne |                          |                          |                          |              |              |             |             |  |
| Candidat                                                                                                 | Candidat                 | Parti et coalition       | Nuance                   | Premier tour | Premier tour | Second tour | Second tour |  |
| Candidat                                                                                                 | Candidat                 | Parti et coalition       | Nuance                   | Voix         | %            | Voix        | %           |  |
| | Damien Maudet            | LFI (NUPES)              | NUP                      | 14 675       | 34,54        | 20 710      | 53,41       |  |
| | Sophie Beaudouin-Hubière | LREM (ENS)               | ENS                      | 11 907       | 28,02        | 18 065      | 46,59       |  |
| | Christiane Gédoux        | RN                       | RN                       | 7 884        | 18,55        |             |             |  |
| | Jean Valière-Vialeix     | SE (UDC)                 | DVD                      | 3 756        | 8,84         |             |             |  |
| | Fabienne Marquet         | REC                      | REC                      | 1 756        | 4,13         |             |             |  |
| | Élisabeth Faucon         | LO                       | DXG                      | 880          | 2,07         |             |             |  |
| | David Provost            | PA                       | DIV                      | 867          | 2,04         |             |             |  |
| | Stéphanie Tambo          | SE                       | DVD                      | 765          | 1,80         |             |             |  |
| |                          |                          |                          |              |              |             |             |  |
| Votes valides                                                                                            | Votes valides            | Votes valides            | Votes valides            | 42 490       | 96,05        | 38 775      | 90,12       |  |
| Votes blancs                                                                                             | Votes blancs             | Votes blancs             | Votes blancs             | 1 114        | 2,52         | 2 439       | 5,67        |  |
| Votes nuls                                                                                               | Votes nuls               | Votes nuls               | Votes nuls               | 635          | 1,44         | 1 810       | 4,21        |  |
| Total | Total                    | Total                    | Total                    | 44 239       | 100          | 43 024      | 100         |  |
| Abstention                                                                                               | Abstention               | Abstention               | Abstention               | 40 055       | 47,52        | 41 285      | 48,97       |  |
| Inscrits / participation                                                                                 | Inscrits / participation | Inscrits / participation | Inscrits / participation | 84 294       | 52,48        | 84 309      | 51,03       |  |

### Élections de 2024
| Candidat                 | Candidat                       | Parti et coalition | Nuance | Premier tour | Premier tour | Second tour | Second tour |
| Candidat                 | Candidat                       | Parti et coalition | Nuance | Voix         | %            | Voix        | %           |
| ------------------------ | ------------------------------ | ------------------ | ------ | ------------ | ------------ | ----------- | ----------- |
|                          | Damien Maudet                  | LFI (NFP)          | UG     | 21 271       | 36,94 %      | 24 713      | 42,20 %     |
|                          | Camille Dos Santos de Oliveira | RN                 | RN     | 18 904       | 32,83 %      | 20 400      | 34,83 %     |
|                          | Isabelle Négrier               | RE (ENS)           | ENS    | 15 544       | 26,99 %      | 13 453      | 22,97 %     |
|                          | Serge Moretti                  | DLF                | DSV    | 1 066        | 1,85 %       |             |             |
|                          | Élisabeth Faucon               | LO                 | EXG    | 803          | 1,39 %       |             |             |
|                          |                                |                    |        |              |              |             |             |
| Votes valides            |                                |                    |        |              |              |             |             |
| Votes blancs             |                                |                    |        |              |              |             |             |
| Votes nuls               |                                |                    |        |              |              |             |             |
| Total                    |                                |                    |        |              |              |             |             |
| Abstention               |                                |                    |        |              |              |             |             |
| Inscrits / participation |                                |                    |        |              |              |             |             |